# Injekční stříkačka

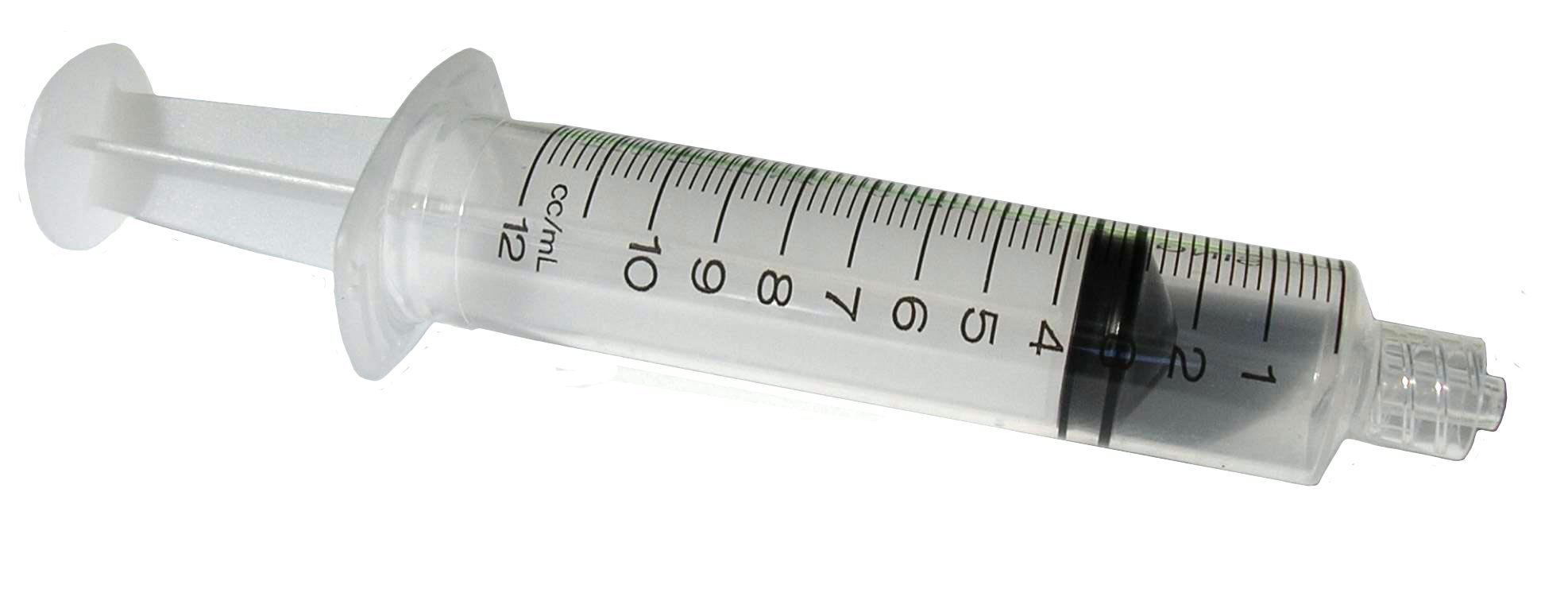
Injekční stříkačka.

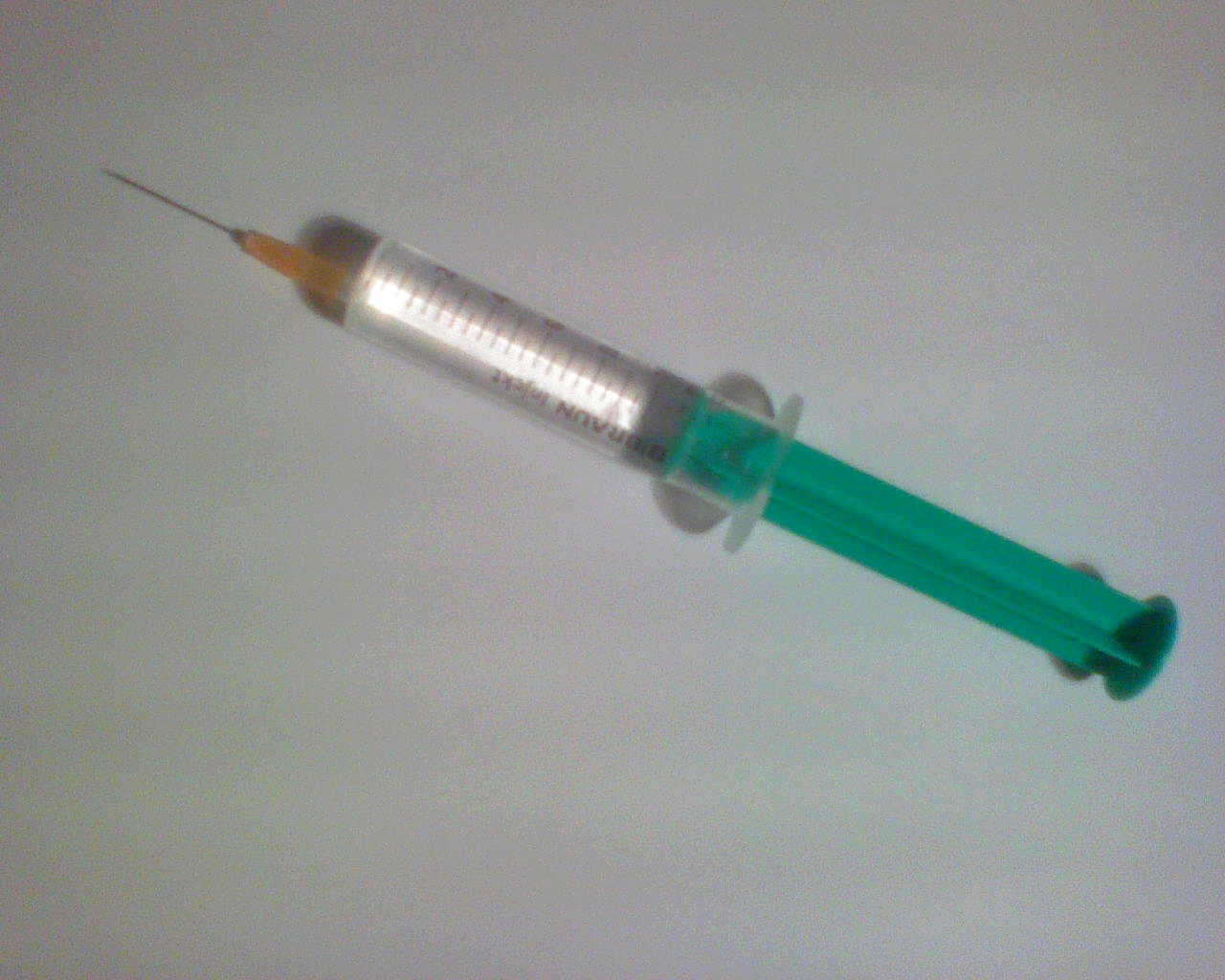
Injekční stříkačka připravená k použití.

Injekční stříkačka je jednoduchá medicínská pomůcka v podobě plunžrového pístu těsně zalícovaného do (většinou umělohmotné nebo skleněné) nádobky tvořící komoru, jejíž ústí je upraveno do normalizovaného konusu, na který může být nasazena injekční jehla či připojena spojovací hadička.

## Konstrukce

Nákres injekční stříkačky s popisem jednotlivých částí

Stříkačka má v drtivé většině případů válcovitý tvar, okraj pístu je většinou z pryže a koncovou část komory tvoří výstupky pro zaklínění ukazováčku a prostředníčku, obdobně jako tvoří koncovou část pístu opora palce pro vyvinutí tlaku při injektování obsahu stříkačky ven z komory. Komora stříkačky je téměř vždy ze skla nebo průhledného plastu a často bývá cejchována v jednotkách objemu. Vytahováním pístní tyče z komory vzniká podtlak, který, pokud je současně ústí stříkačky ponořené do kapaliny, je schopen ji nasát dovnitř komory. Stlačováním pístní tyče dochází k vystřikování kapaliny ven. Otvor (hrdlo) stříkačky je většinou konstruováno natolik úzké, že z naplněné stříkačky její obsah nevykapává. Vnější tvar ústí (konus) je normalizován. Dříve často užívaný konus typu Record (u skleněných stříkaček s kovovým konusem) ustoupil poněkud širšímu konusu s označením Luer, vhodnějšímu pro plastové stříkačky. Ústí stříkačky bývá někdy ještě opatřeno zvláštním závitem, zamezujícím nežádoucímu rozpojení.

### Diabetické stříkačky
Se zaměřením na minimalizaci výrobních nákladů vznikly mj. i tzv. diabetické stříkačky: Ty nemají ploskou oporu pro palec, protože se u nich předpokládá použití samotným pacientem, jeho samého na sobě, tedy s jiným úchopem stříkačky jehlou obrácenou vůči sobě, na rozdíl od lékařských, které se používají ošetřujícím na druhé osobě, pacientovi. Diabetické stříkačky mají jen malý objem cca 5 cm³ a místo tlačné plosky mají konec pístnice naopak úzký, zato zdrsněný pro snadné posouvání pístu v obou směrech i jen jednou rukou: Jak pro nasávání, tak i pro vstřikování. Na tyto stříkačky se jehla nenasazuje, naopak je již jejich součástí od výroby.
Pro svou nízkou cenu a prodej ve větších baleních, v trhacích „nekonečných“ pásech, kde je každá stříkačka uzavřena ve vlastní igelitové kapse, jsou tyto stříkačku oblíbeny mj. i mezi narkomany.

## Historie

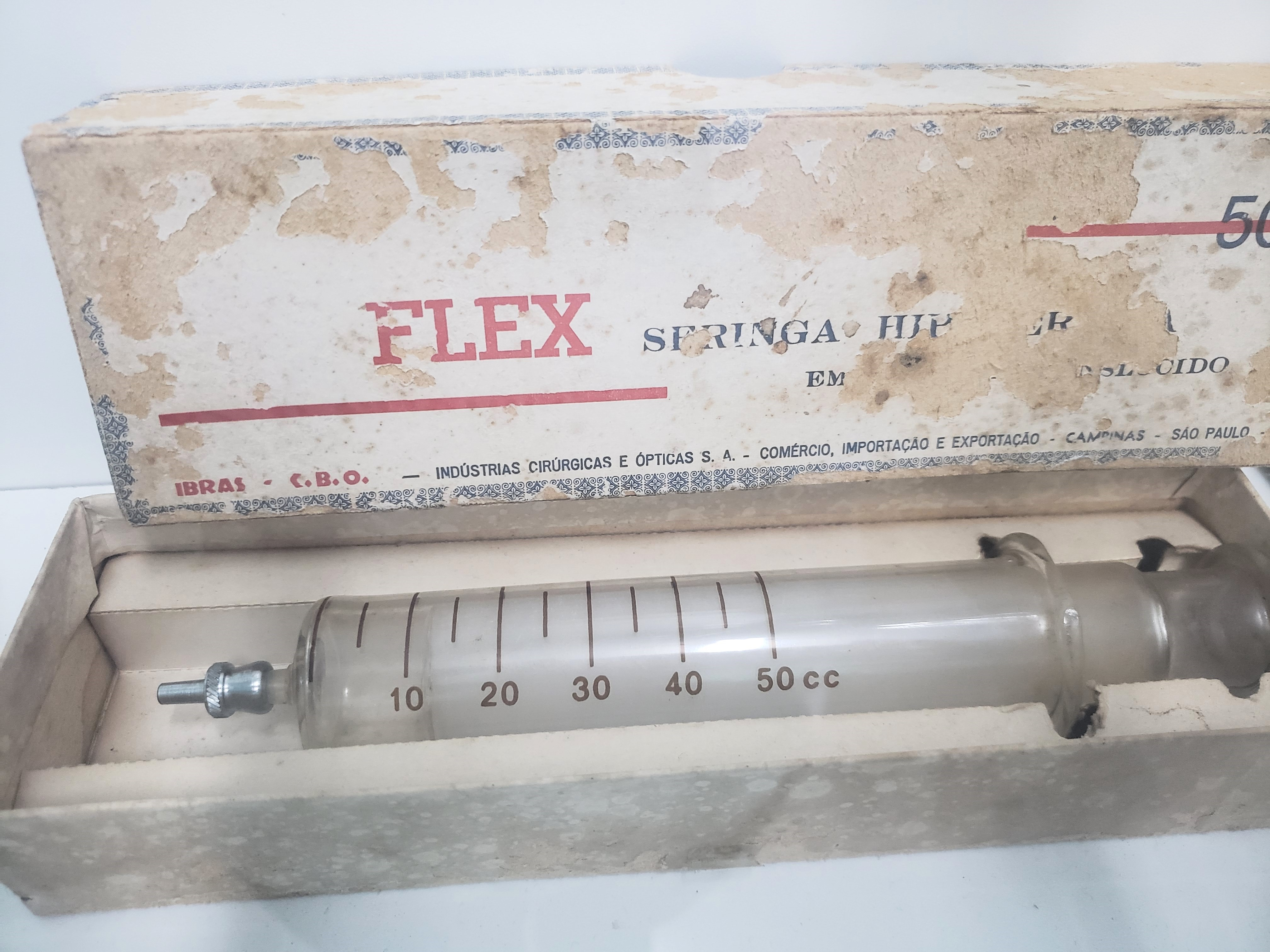
Stará skleněná injekční stříkačka

Vynález injekční stříkačky se přisuzuje Blaise Pascalovi přibližně v roce 1650; její předchůdkyně a princip jejího použití však byl vyvinut již v 9. století n. l. chirurgem a oftalmologem íránsko-egyptského původu jménem Ammar ibn Ali al-Mawsili. První nitrožilní stříkačka začala být používána kolem roku 1760, injekční jehla přibyla v roce 1844.
První stříkačky a stříkačky větších rozměrů jsou vyrobeny ze skla, pístní tyč může být kovová. Přibližně od 50. let 20. století jsou však běžnější stříkačky plastové, menších rozměrů. Konkrétně pro léčbu cukrovky existují typické drobné stříkačky na jedno použití.
Nedostatečná sterilizace stříkaček způsobila epidemie nemocí jako je hepatitida C či HIV.

## Účel
Účelem injekční stříkačky je nasání její komory určitou tekutinou (lék, sérum, …) a její následná injektace (vstříknutí) na požadované místo. Ve spojení s injekční jehlou místem určení často bývá žíla pacienta, hovoříme pak o nitrožilní (intravenózní) aplikaci, případně injikujeme lék do svalu, pak hovoříme o nitrosvalové (intramuskulární) aplikaci.

### Nelékařské použití
Méně běžné aplikace zahrnují manipulaci s inkoustem, dále pak lepidlem, tabákovým práškem nebo teplovodivé hmoty (v těchto případech je neobvykle obsahem stříkačky pevná, sypká nebo ne ryze kapalná hmota).